# Chiesa di Santa Maria in Laterano in Schiavonia
La chiesa di Santa Maria In Laterano in Schiavonia,  si trova nella parte antica di Forlì nel Borgo Schiavonia, nelle vicinanze dell'omonima Porta.

## Storia
La prima antichissima chiesa risaliva a prima del Mille e probabilmente venne fondata da San Mercuriale. Rimaneggiata più volte nel corso del tempo, venne completamente ricostruita tra il 1837 e il 1844 in stile neoclassico su disegno dell'ingegnere forlivese Giuseppe Cantoni, per incarico dell'allora parroco don Francesco Liverani in considerazione delle impellenti necessità di radicali interventi strutturali.

## Descrizione
L'interno presenta una sola navata con tre cappelle per lato che termina con l'abside. Presenta delle decorazioni neoclassiche in stucco di Luigi Maioli e Luigi Bezzi. 
La prima cappella a sinistra presenta una tela del Guercino, San Francesco che riceve le stimmate (1651). Nella cappella successiva si trova L'Addolorata, una statua policroma di Giovanni Battista Graziani che realizzò anche una seconda statua, San Giuseppe, questa inserita in una nicchia a destra dell'altare nella terza cappella.
Dietro l'altare maggiore si trova L'Assunzione della Vergine, opera di Giovanni Giulianini. Alle pareti del presbiterio si trovano La Vergine addolorata e San Nicola da Tolentino e La messa di San Carlo Borromeo, due anonime tele di ambito cignanesco.
Attribuito ad Antonio Fanzaresi, infine, è il dipinto Sant’Antonio di Padova in adorazione del Bambino (1767), mentre di Giovanni Orsi è Sant’Alfonso de’ Liguori in estasi (1844). Infine, di Antonio Belloni è Il sogno di S. Giuseppe.

## Galleria d'immagini

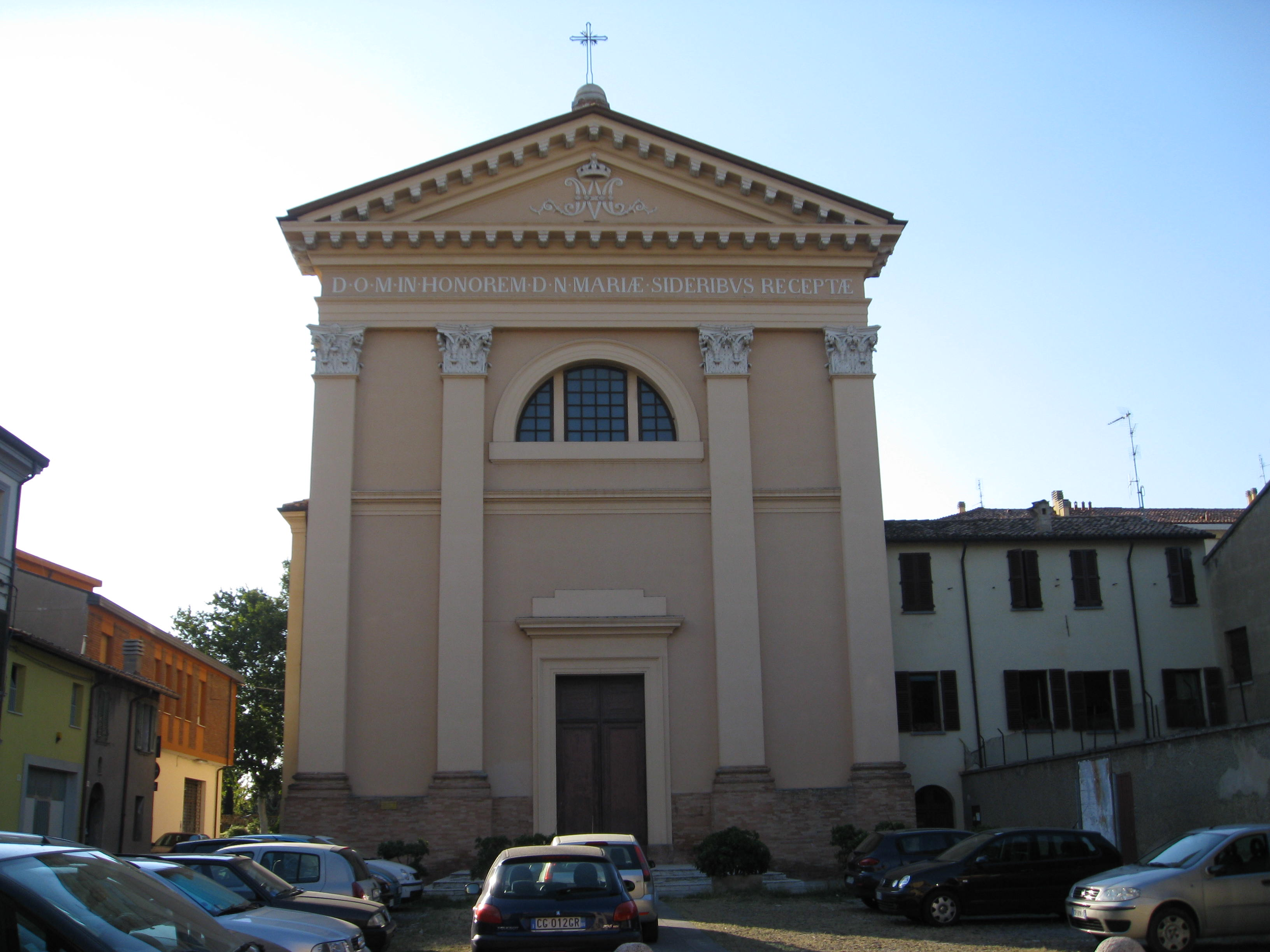
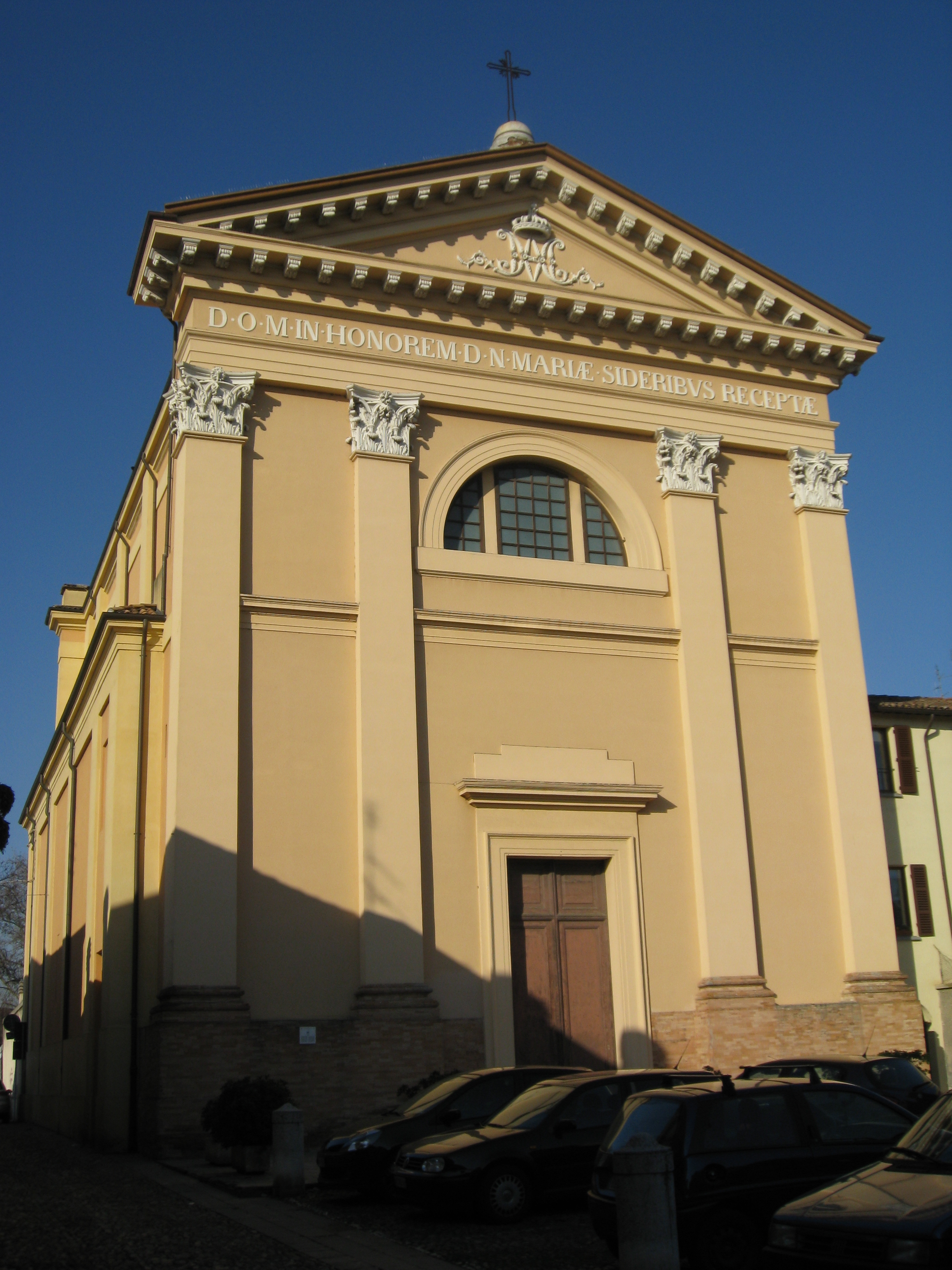
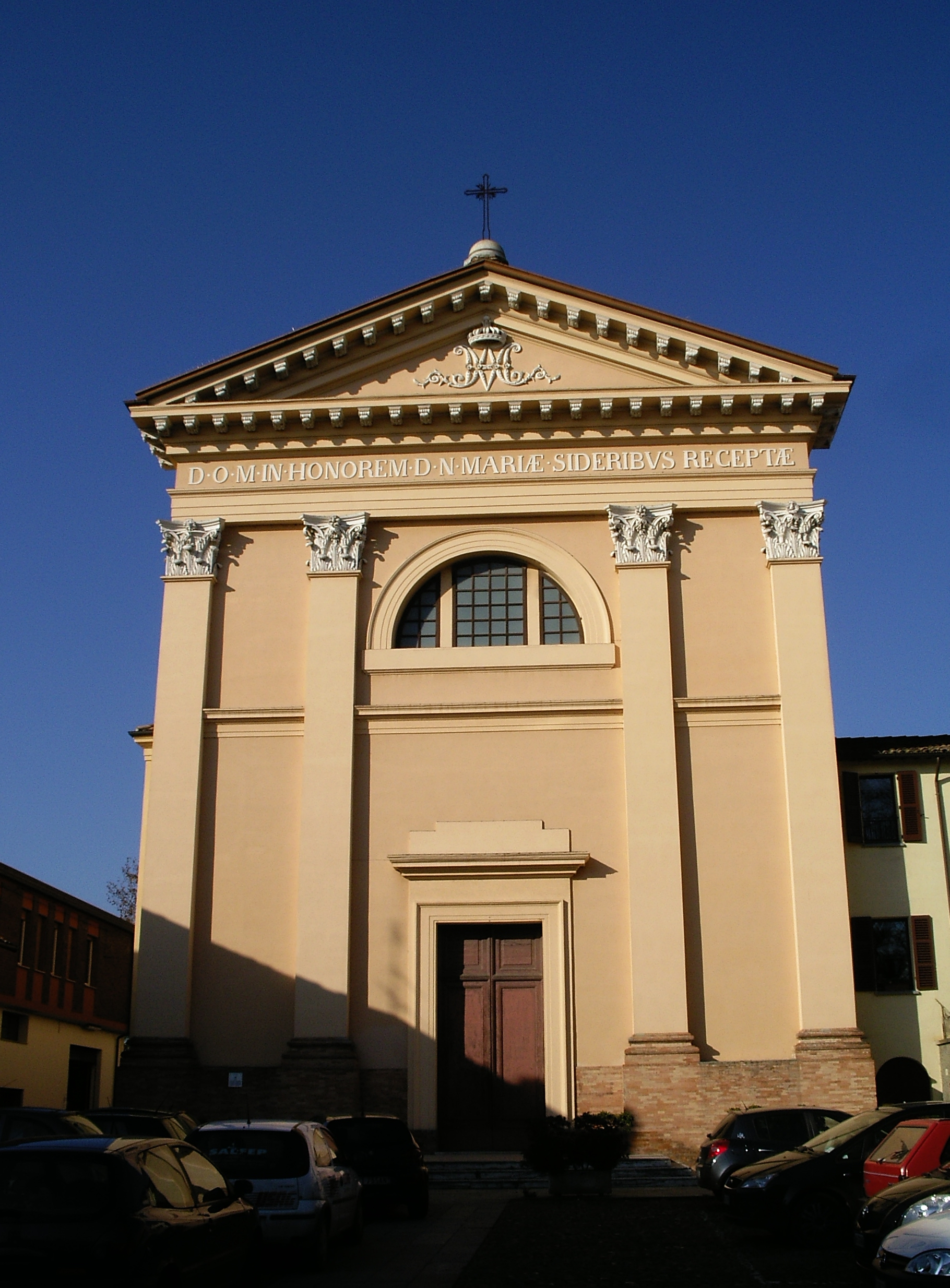